# 파블롭스키군 (니즈니노브고로드주)

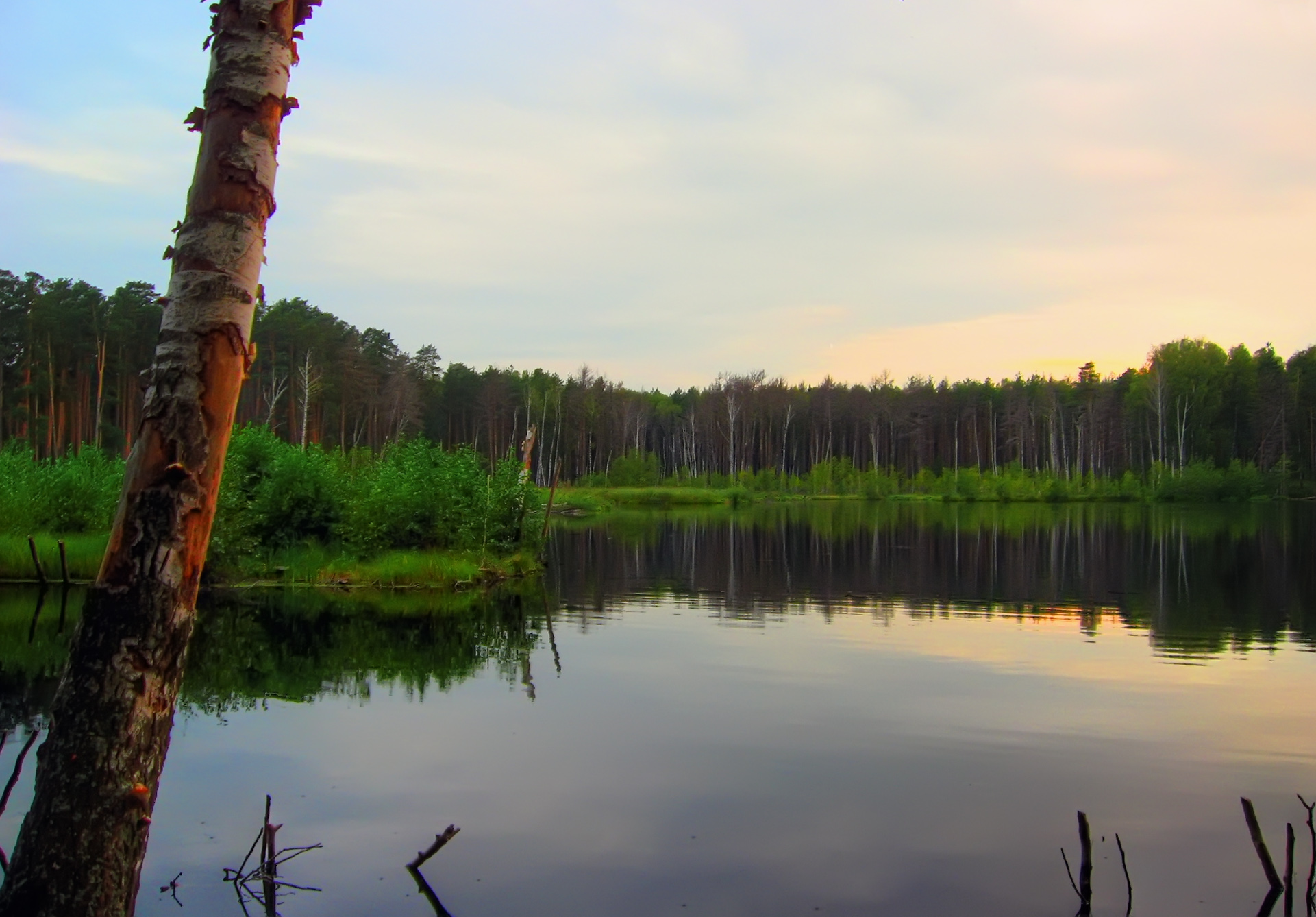

파블롭스키군(러시아어: Павловский район)은 러시아 니즈니노브고로드주의 서쪽에 위치한 주이다. 볼로다르스키 군, 보고로츠키군, 소스놉스키 군, 바치스키 군과 블라디미르주에 접해 있다. 면적은 106,100 평방 킬로미터이다. 중심지는 파블로보(Павлово)이다. 이 지역은 기후가 온화하며 농업에 유리한 조건을 지녀 주로 곡물과 감자가 생산된다.

## 교통
- 니즈니노브고로드 — 카시모프
- 파블로보 — 고로데츠
- 파블로보 — 소스놉스코예